# Rafael Moreno Echavarría
Rafael Moreno Echavarría (Santiago, 2 de agosto de 1888 - 5 de noviembre de 1960). Abogado y político conservador chileno. Hijo de Benjamín Moreno y Elvira Echavarría. Contrajo matrimonio con Marta Olivos de la Fuente (1915).

## Actividades profesionales
Educado en el Colegio de los Sagrados Corazones de Santiago y en la Facultad de Derecho de la Pontificia Universidad Católica de Chile.  Juró como abogado el 16 de septiembre de 1912 con una tesis titulada "La cosa juzgada : Breves anotaciones a los artículos 198, 199 y 200 del código de procedimiento civil".
Se desempeñó como abogado de importantes compañías como British American Tobacco y Sociedad Nacional de Paños de Tomé. Practicó la docencia en Filosofía en la Academia de Humanidades y fue también profesor de Derecho Civil en la Facultad de Derecho de la Universidad Católica.

## Actividades políticas
Militante del Partido Conservador. Fue regidor y alcalde de la Municipalidad de Buin (1912) y ocupó los mismos cargos en la Municipalidad de Santiago (1925-1930).
Fue elegido diputado por la 9ª agrupación departamental de Maipo, Rancagua y Cachapoal (1926-1930), integrando la comisión permanente de Constitución, Legislación y Justicia.
Reelecto diputado, pero por la 8ª agrupación departamental, correspondiente a las ciudades de La Victoria, Melipilla y San Antonio (1930-1934), participando de la misma comisión. Este período legislativo quedó suspendido por el movimiento socialista del 4 de julio de 1932.
Nuevamente Diputado por la 8ª agrupación departamental pero reformada, ya que se componía con las comunas de Melipilla y Maipo (1933-1937), integrando en esta oportunidad la comisión de Economía y Comercio.
Reelecto Diputado por la 8ª agrupación departamental que nuevamente fue reformada, agregando a las comunas de Melipilla y Maipo, las comunas de San Antonio y San Bernardo (1937-1941), agrupación por la que siguió siendo Diputado (1941-1945), intentando en estos dos períodos en la comisión permanente de Hacienda y la de Trabajo y Legislación Social.

## Otras actividades
Perteneció al Consejo General del Colegio de Abogados desde 1929. Colaboró con la Federación de Congregaciones Marianas. Fue condecorado por el gobierno de España con la Medalla del Homenaje.